# Physadesmia globosa
Physadesmia globosa is een keversoort uit de familie zwartlijven (Tenebrionidae). De wetenschappelijke naam van de soort is voor het eerst geldig gepubliceerd in 1875 door Haag.